# Canon EOS 5D Mark IV
A Canon EOS 5D Mark IV é um Câmera reflex monobjetiva digital profissional de 30.1 Megapixels full-frame  (DSLR), câmera feita pela Canon.
Sucedendo à EOS 5D Mark III, foi lançada em 25 de agosto de 2016. O Mark IV foi colocada à venda em setembro de 2016, com um preço de varejo de USD $3,499 nos estados unidos,  £ 3,599 no Reino Unido e €4,129 na europa.
A 5D Mark IV é oferecida com o corpo somente ou em um pacote com a objetiva EF 24-105mm f/4L IS II USM ou uma EF 24-70mm f/4L IS USM , o preço de varejo sugerido com 24-105 f/4L IS II kit de $4,599, e com a 24-70 f/4L IS o kit de $4,399.

## Recursos

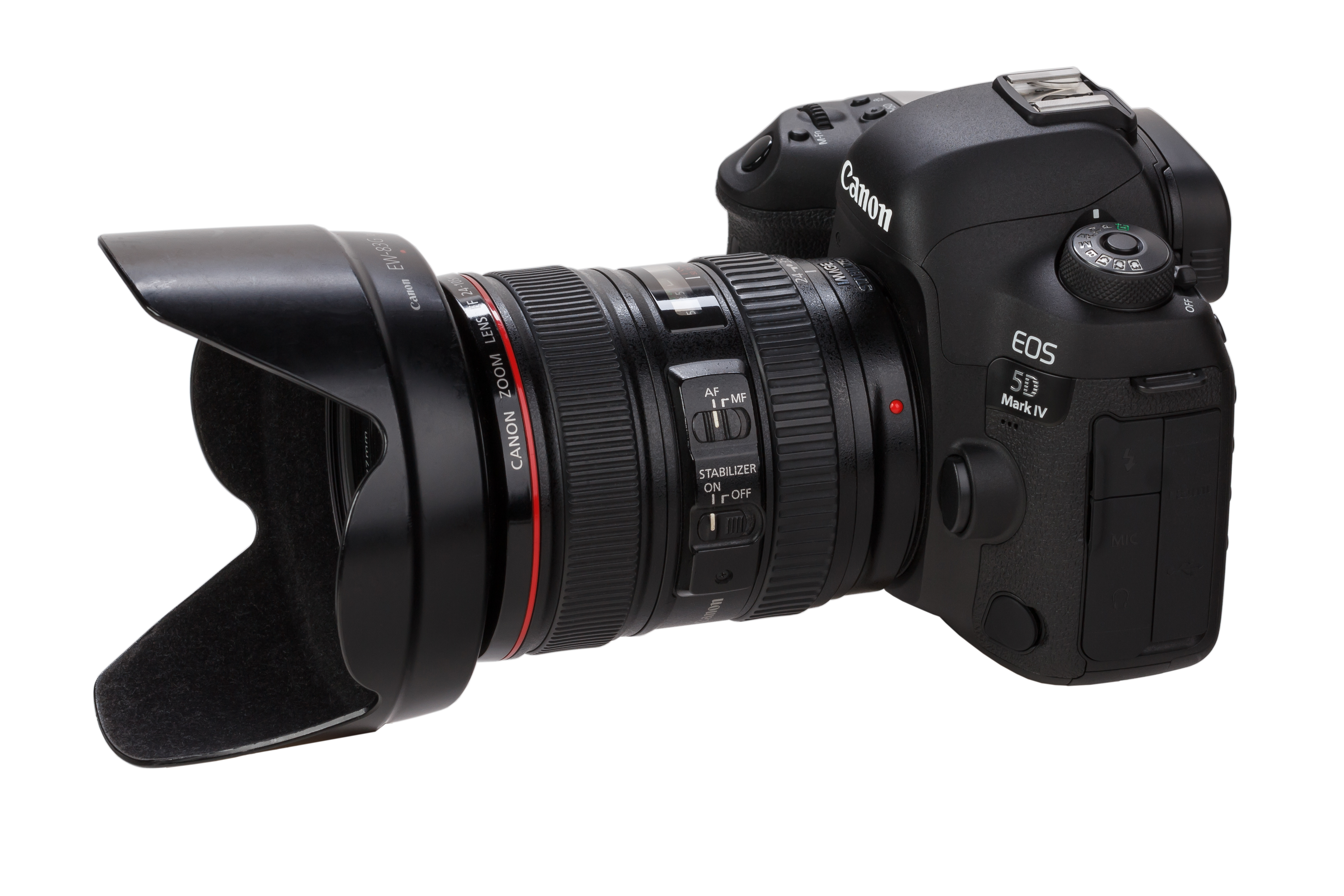
Com lente

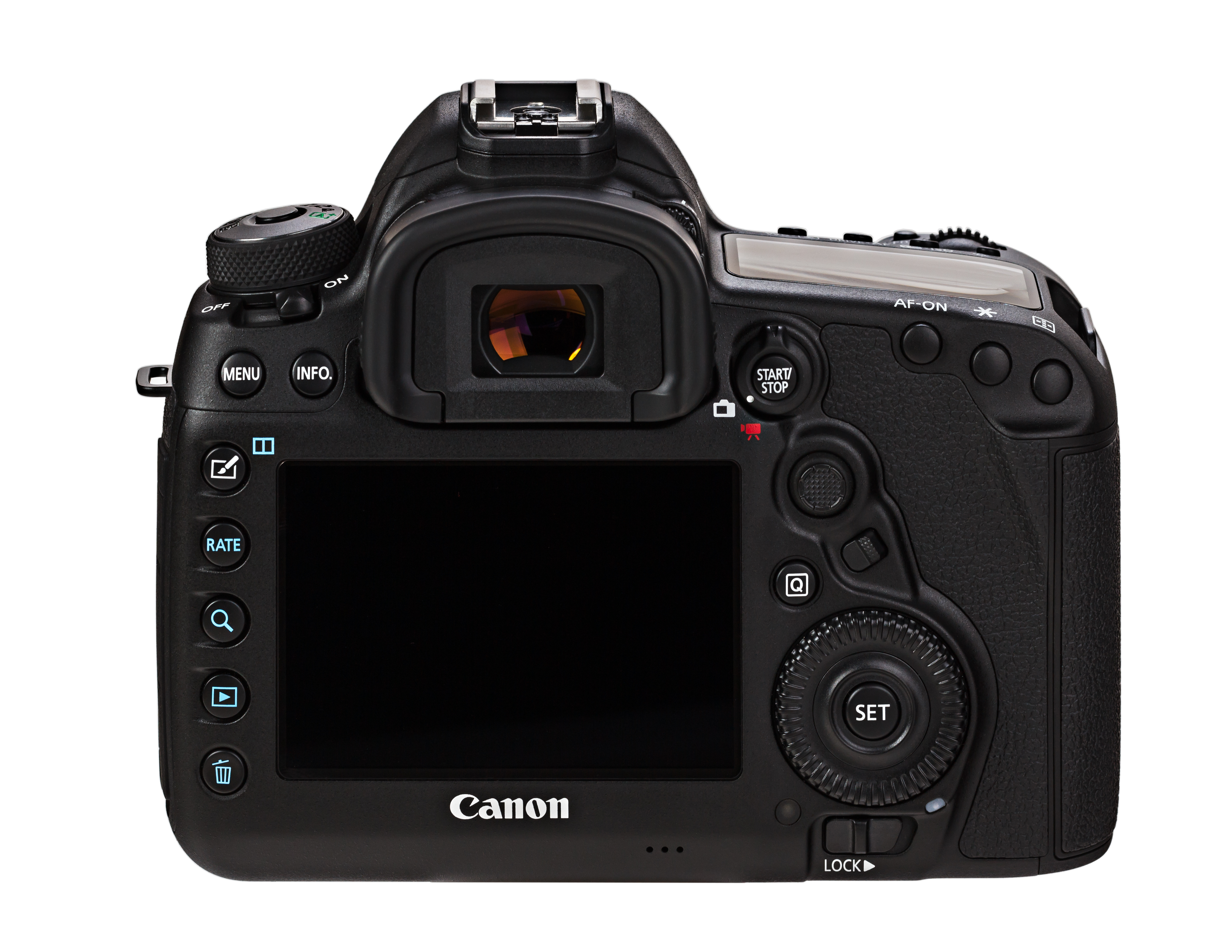
Visão traseira

- DCI de 4K (4096×2160), com até 30 qps (29.97 qps) até 29'59", com a cultura de 1,74× (comparado com o quadro completo).
- Completo de vídeo em HD (1080p) até 60 fps em HD (720p) até 120 fps
- Velocidade de disparo contínuo de até 7.0 quadros por segundo com autofoco completa; 4.3 fps na visualização ao vivo com AF Servo por uma Dupla do Pixel CMOS AF
- Todos os AF pontos de apoio para uma abertura máxima de f/8 com EV de -3, 61 pontos de alta densidade reticular AF II do sistema, incluindo 41 tipo cruzado pontos, AF de área expandida verticalmente.
- Contínua iluminação vermelha de todos os pontos de AF
- Visor inteligente II
- Herdou AI Servo AF III com eles iTR AF da EOS 7D Mark II e a EOS-1D X Mark II
- Built-in GPS usado para geo-localização de informações e a sincronização UTC time: compatível com três sistemas de navegação por satélite, incluindo o GLONASS (Rússia), GPS (EUA), Michibiki (Japão)
- Padrão faixa ISO expandida de 100-25600 na Mark III para 100-32000.
- Anti-cintilação recurso (introduzido com a EOS 7D Mark II e a EOS-1D X Mark II) – máquina pode ser configurada para ajustar o momento de exposição para compensar a cintilação de luz eléctrica
- Um ecrã táctil LCD, que permite que os operadores de câmara para seleccionar a câmera AF de ponto antes e durante a gravação de vídeo.
- Novo botão no joystick e sob controle Rápido de discagem.
- Wi-Fi/NFC sem fio de transferência de arquivo (com o transmissor sem fios)
- Espelho De Vibração Do Sistema De Controle
- "Detalhes" estilo de imagem
- Dupla do Pixel CMOS AF com Dupla Pixel BRUTO: para bokeh shift, a imagem microadjustments, os fantasmas e reflexos da redução
- Digital lens optimizer para JPEG de tiro, herdado do X EOS-1D Mark II
- Lapso de tempo de filme de recursos[3]
- 900 tiro a vida da bateria (aprox.)
- Aprox. Cobertura do visor 100%